# Hesselager Kirke
Hesselager Kirke er en kirke i Hesselager i Svendborg Kommune på Sydfyn.
Hesselager Kirke er en vejkirke, og den er åben for besøgende mandag til lørdag klokken 8-15, hele året rundt.

## Eksterne kilder og henvisninger
- Wikimedia Commons har flere filer relateret til Hesselager Kirke
- Hesselager Kirke Arkiveret 31. januar 2011 hos  Wayback Machine hos nordenskirker.dk
- Hesselager Kirke hos KortTilKirken.dk